# Condiția Abbe a sinusurilor

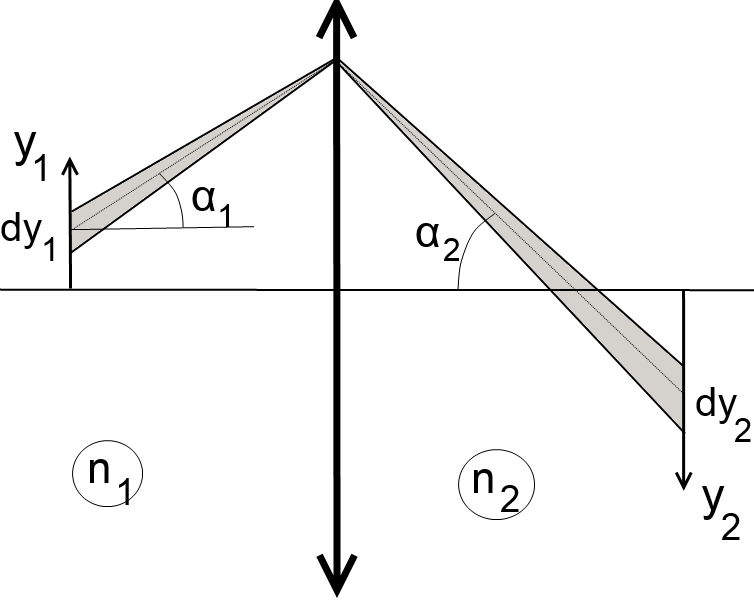
Schema imaginii formate de o lentilă convergentă

Condiția Abbe a sinusurilor este o condiție care trebuie să fie respectată de un sistem optic pentru a produce imagini plane, perpendiculare pe axa optică, ale unui obiect plan.
În acest caz, se spune că instrumentul optic prezintă aplanetism.
Condiția a fost formulată pentru prima dată de Ernst Abbe studiind microscopul:
{\displaystyle {\frac {dy_{2}}{dy_{1}}}=\gamma ={\frac {n_{1}\sin \alpha _{1}}{n_{2}\sin \alpha _{2}}}=const.}
unde:
- γ - mărirea liniară dată de sistem;
- dy1 - porțiunea de lungime a obiectului;
- dy2 - porțiunea de lungime a imaginii corespunzătoare;
- n1 - indicele de refracție al mediului în care se află obiectul;
- n2 - indicele de refracție al mediului în care se află imaginea;
- α1, α2 - unghiurile formate de razele conjugate cu axa optică principală a sistemului.

Pentru  α1 și α2 mici (fascicule paraxiale), condiția este totdeauna satisfăcută; pentru α1 și α2 mari (fascicule largi), condiția sinusurilor poate fi realizată doar pentru anumite perechi de puncte, numite puncte aplanatice.

Condiția Abbe mai poate fi scrisă:
{\displaystyle {\frac {\sin u'}{\sin U'}}={\frac {\sin u}{\sin U}}}
unde:

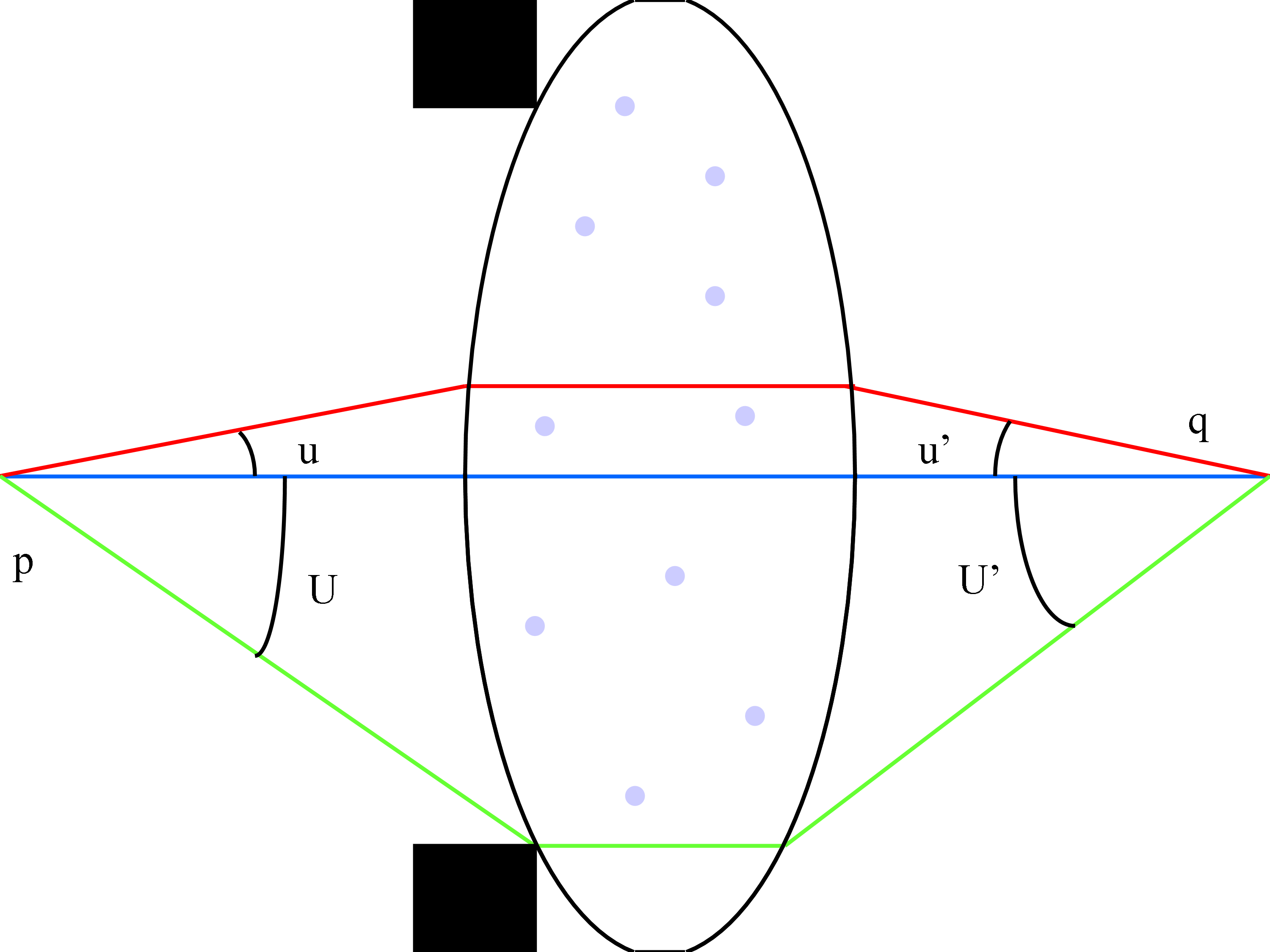
Schema pentru ilustrarea condiţiei Abbe; cu albastru este reprezentată axa optică, cu roșu o rază paraxială, iar cu verde una marginală.

- u - unghiul format cu axa optică de o rază incidentă oarecare;
- U - unghiul format cu axa optică de o rază incidentă marginală (cea care ajunge la marginea diafragmei);
- u' - unghiul format cu axa optică de o rază refractată oarecare;
- U' - unghiul format cu axa optică de o rază refractată marginală (cea care ajunge la marginea diafragmei).